# 柳亭燕路 (2代目)
二代目 柳亭 燕路（生年不詳 - 1883年ころ?）は落語家。本名∶小南 常次郎。

## 経歴
初代談洲楼燕枝の門下で燕花、三代目春風亭柳枝の門下で初代春風亭楓枝、初代春風亭柏枝を経て1882年に真打昇進、1883年1月に二代目柳亭燕路を襲名。

## 人物
下谷車坂に住んでいた。

## 弟子
- 柳亭路太郎 - 六代目桂文治門下に移籍